# José Juan Tablada
José Juan Tablada Acuña (Coyoacán, México, 3 de abril de 1871-Nueva York, Estados Unidos, 2 de agosto de 1945) fue un poeta, periodista y diplomático mexicano, reconocido como el iniciador de la poesía moderna mexicana, y se le atribuye la introducción de la literatura hispana modernista en Japón. En sus escritos hizo uso indiscriminado de metáforas, como luego lo harían los ultraístas. Además escribió caligramas al mismo tiempo que Guillaume Apollinaire. Estudió el arte hispanoamericano, el precolombino y el arte contemporáneo. Influyó y apoyó a artistas como Ramón López Velarde, José Clemente Orozco y Diego Rivera, entre otros.

## Estudios
José Juan Tablada nació el 3 de abril de 1871, hijo de José Aguilar de Tablada Gutiérrez y de Mariana Acuña Osuna. Estudió en la Ciudad de México en el Castillo de Chapultepec. Continuó sus estudios en la Escuela Nacional Preparatoria, donde aprendió pintura, que fue una de sus aficiones. Trabajó como empleado administrativo de los ferrocarriles, y conoció de niño al poeta ciego Manuel M. Flores.

## Vida profesional
En 1890, con 19 años, empezó a colaborar en El Universal con poemas y crónicas dominicales en la sección llamada Rostros y máscaras. Colaboró también para El Mundo Ilustrado, Revista de Revistas, Excélsior, y el Universal Ilustrado. Trabajó también para periódicos de Caracas, Bogotá, La Habana y Nueva York. Escribió para revistas literarias como la Revista Azul, la Revista Moderna, La Falange, El Maestro. Fue fundador de la revista Mexican Art and Life. 
En 1894 publicó en la Revista Azul, el poema "Ónix", que lo dio a conocer como un autor prestigioso. En 1899 publicó su primer libro de poesía, El florilegio. Como Modernista en su primera etapa, defendió esta corriente en la Revista Moderna, en la cual publicó y tradujo artículos entre 1889 y 1911.

## Vida política

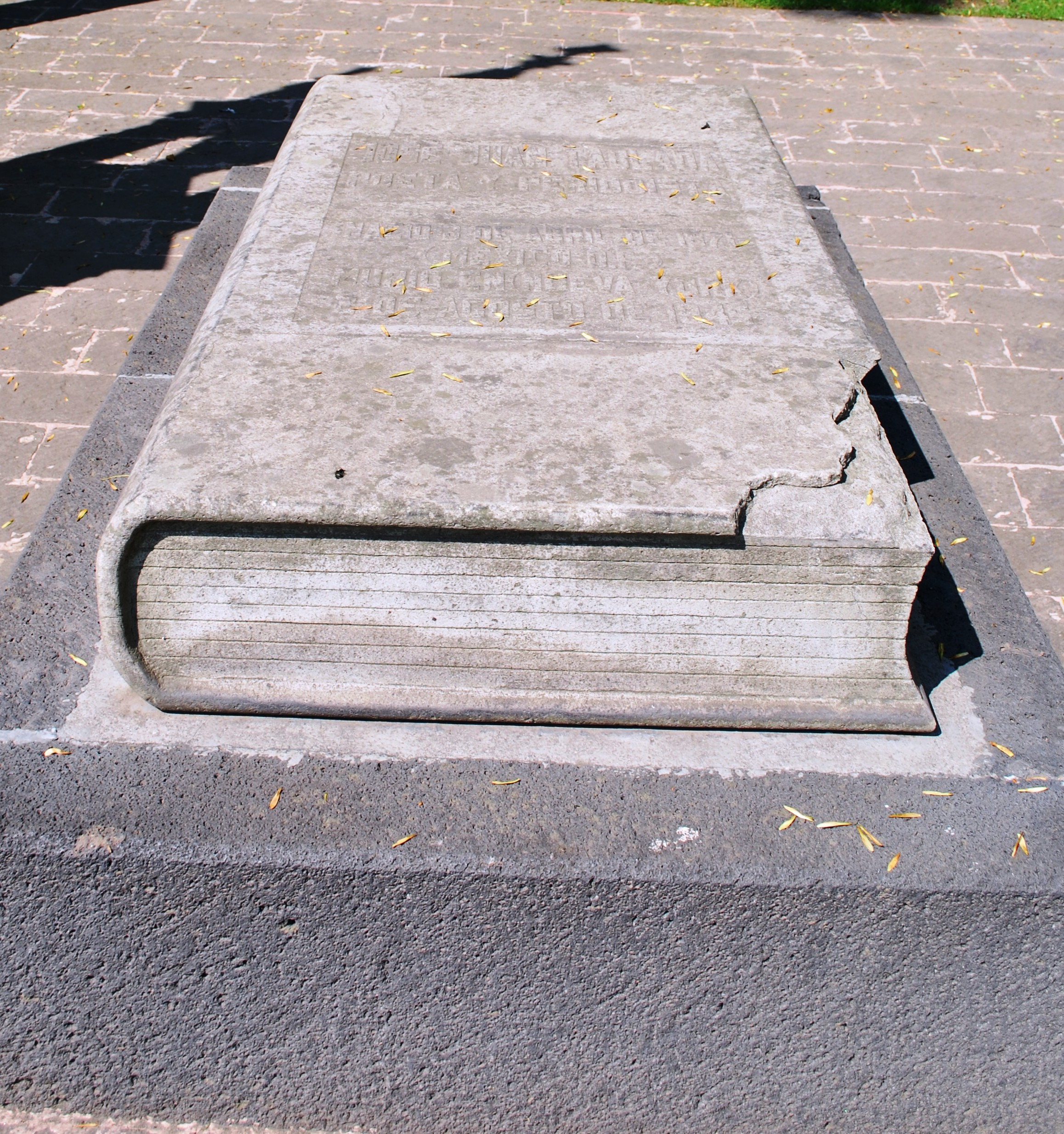
Sepulcro de José Juan Tablada en la Rotonda de las Personas Ilustres (México).

Intervino en la política y llegó a ocupar puestos diplomáticos en Japón, Francia, Ecuador, Colombia y Estados Unidos. En su viaje a Japón, en 1900, mostró interés por el ejemplo del arte japonés, cuya estética permitía una interpretación plástica de la naturaleza.
Fue opositor de la política de Francisco I. Madero y publicó una sátira llamada Madero-Chantecler en 1910. Además público numerosas obras satíricas y algunas en doble sentido político como la escuelita, concepto que sería utilizado para el programa Cero en conducta. Colaboró para el gobierno de Victoriano Huerta y tras la caída de este en 1914, se trasladó a Nueva York.
En 1918 el presidente Venustiano Carranza lo nombró secretario del Servicio Exterior, por tal motivo se mudó a Caracas, donde realizó una labor cultural, impartiendo conferencias y realizando publicaciones. En 1920 se trasladó a Quito, pero decidió renunciar a su puesto diplomático por no adaptarse a la altitud sobre el nivel del mar de la ciudad. Tras una breve estancia en la Ciudad de México, regresó a Nueva York y fundó la Librería de los Latinos. Durante un breve regreso a la Ciudad de México entre 1922 y 1923, un grupo de escritores lo nombró "poeta representativo de la juventud". Residiendo en Nueva York fue nombrado miembro correspondiente de la Academia Mexicana de la Lengua en 1928.
En 1935 regresó a México y vivió en Cuernavaca, en 1941 fue nombrado miembro de número de la Academia Mexicana de la Lengua para ocupar el sillón VIII. A mediados de 1945 regresó a Nueva York, siendo vicecónsul, pero murió el 2 de agosto del mismo año. La Academia Mexicana gestionó el traslado de sus restos mortales los cuales fueron sepultados en la Rotonda de las Personas Ilustres.

## Obra

### Poesía visual

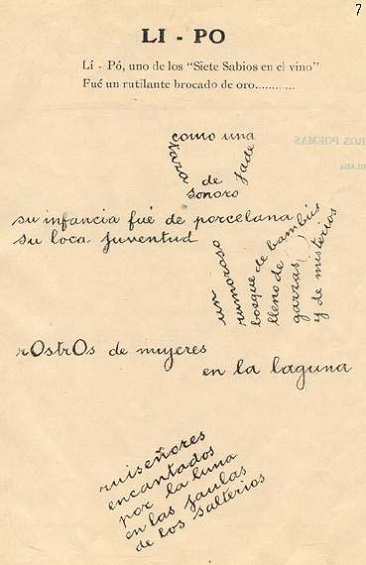
"Li-Po" poema del libro Li-Po y otros poemas (1920) de José Juan Tablada, p. 7.

La cercanía de Tablada con las artes plásticas influyó en su producción: debido a sus populares caligramas se le considera uno de los principales poetas vanguardistas. En obras como Un día... Poemas Sintéticos (1919), Li-Po y otros poemas (1920), El jarro de flores (1922) y La feria: poemas mexicanos juega con la tipografía para construir imágenes y significados. Esta constante fusión de elementos artísticos visuales y literarios "dejó caer sobre todos los países de lengua castellana el enorme peso del breve haiku japonés, que se vino a quedar para siempre en numerosos poetas de aquella época hasta el presente."

#### Li-Po y otros poemas
En este poemario, Tablada juega con el dibujo y la palabra para honrar al poeta chino Li-Po (701-762) que, de acuerdo a la leyenda, murió en un lago cuando intentaba atrapar la luna que se reflejaba en sus aguas. Los poemas pintan una visión amistosa y un tanto provocativa de la realidad, con la intención de revivir la estética de la naturaleza a través de los dibujitos que a la hermosa criatura le encantaba hacer.

#### Orientalismo y modernismo
Tablada introdujo el modelo poético del haiku a la poesía hispanoamericana, inspirado en el exotismo orientalista de raigambre modernista. En El jarro de flores (1922), por ejemplo, mezcla motivos literarios de la poesía japonesa con elementos de la poesía modernista y la mitología indígena mexicana.

## Obras selectas

### Poesía
- El florilegio, 1899.
- La epopeya nacional. Porfirio Díaz, 1909.
- Hiroshigue: el pintor de la nieve, de la lluvia, de la noche y de la luna, 1914.
- Al sol y bajo la luna, 1918.
- Un día... poemas sintéticos, 1919.
- Li-Po y otros poemas, 1920.
- Retablo de memoria de Ramón López Velarde, 1921.
- El jarro de flores, 1922.
- Intersecciones, 1924.
- La feria: poemas mexicanos, 1928.
- Del humorismo a la carcajada, 1944.[7]

### Narrativa
- Tiros al blanco: actualidades políticas, 1909.
- El arca de Noé: lecturas sobre animales, para niños de las escuelas primarias por José Juan Tablada y otros autores de fama mundial, 1926.
- La resurrección de los ídolos: novela americana, 1924.
- Los días y las noches de París, 1918.
- En el país del Sol, 1919.[7]

### Dramaturgia
- Madero-Chantecler. Tragicomedia zoológica-política de rigurosa actualidad en tres actos y en verso, 1910.[7]

### Ensayo
- La defensa social: historia de la campaña de la División del Norte, 1913.
- Historia del arte en México, 1923.
- Hongos mexicanos comestibles: micología económica, 1983.[7]